# 布雷茲米爾 (加利福尼亞州)
布雷茲米爾（英語：Bretz Mill）是位於美國加利福尼亞州弗雷斯諾縣的一個非建制地區。該地的面積和人口皆未知。

## 地理
布雷茲米爾的座標為37°02′15″N 119°14′23″W / 37.03750°N 119.23972°W，而該地的平均海拔高度為998米（即3274英尺）。